# Leptoclinides magnistellus
Leptoclinides magnistellus är en sjöpungsart som beskrevs av Kott 200. Leptoclinides magnistellus ingår i släktet Leptoclinides och familjen Didemnidae. Inga underarter finns listade i Catalogue of Life.